# Johnathan Hoggard
Johnathan Hoggard (Spalding, 15 november 2000) is een Brits autocoureur.

## Autosportcarrière
Hoggard begon zijn autosportcarrière in het karting in het Verenigd Koninkrijk op dertienjarige leeftijd. In 2016 won hij in België zijn eerste kartkampioenschap met de Max Challenge Senior Rotax en de BNL Senior Rotax Kick-Off. Datzelfde jaar werd hij kampioen in de MSA British Junior Karting.
In 2017 maakte Hoggard zijn debuut in het formuleracing in het Britse Formule 4-kampioenschap bij het team Fortec Motorsports. Hij nam enkel deel aan de tweede helft van het seizoen. Ondanks zijn late start behaalde hij in het voorlaatste raceweekend op Silverstone zijn eerste podiumfinish met een derde plaats. Met 20 punten werd hij zestiende in het klassement.
In 2018 reed Hoggard het volledige seizoen in de Britse Formule 4 bij Fortec. Hij behaalde gedurende het seizoen acht overwinningen: twee op Donington Park, het Knockhill Racing Circuit en Silverstone en een op zowel de Rockingham Motor Speedway als Brands Hatch. Verder behaalde hij nog twee podiumplaatsen, maar wist hij ook een aantal races niet te finishen. Met 339 punten werd hij achter Kiern Jewiss en Ayrton Simmons derde in het kampioenschap.
In 2019 maakte Hoggard de overstap naar het BRDC Britse Formule 3-kampioenschap, waarin hij opnieuw voor Fortec reed. Hij won zeven races op Oulton Park, Snetterton, Donington Park (viermaal) en Brands Hatch en stond in vijf andere races op het podium. Vanwege een aantal tegenvallende resultaten in andere races werd hij met 482 punten tweede in het kampioenschap achter Clément Novalak. Vanwege zijn prestaties won hij dat jaar de Aston Martin Autosport BRDC Award, waardoor hij in oktober 2020 op Silverstone een test mocht afleggen voor het Formule 1-team van Red Bull Racing.
In 2020 begon Hoggard het jaar in de 24 uur van Daytona bij het team Precision Performance Motorsports, waarin hij met Brandon Gdovic, Mark Kvamme en Eric Lux een Lamborghini Huracán GT3 Evo deelde. Hij kwam hierin uit omdat hij in het voorgaande jaar in de Britse Formule 3 de Sunoco Whelen Challenge won. Aansluitend zou hij deelnemen aan zowel de Euroformula Open bij Fortec en de Aziatische Porsche Carrera Cup bij Absolute Racing. Deze plannen gingen vanwege de coronapandemie niet door; Fortec trok zich terug uit de Euroformula Open en de Porsche Carrera Cup werd afgelast. Wel reed Hoggard dat jaar nog in het raceweekend op het Autodromo Enzo e Dino Ferrari in de Eurocup Formule Renault 2.0 bij het team R-ace GP. In beide races wist hij echter niet te finishen.
In 2021 had Hoggard oorspronkelijk geen zitje in een kampioenschap, maar vanaf het tweede raceweekend op het Circuit Paul Ricard nam hij deel aan het FIA Formule 3-kampioenschap bij Jenzer Motorsport als permanente vervanger van de met sponsorproblemen kampende Pierre-Louis Chovet. Hij eindigde driemaal in de top 10, met twee zesde plaatsen op het Circuit Spa-Francorchamps en het Sochi Autodrom als beste resultaten. Met 14 punten werd hij twintigste in de eindstand.